# Huséin I de Jordania

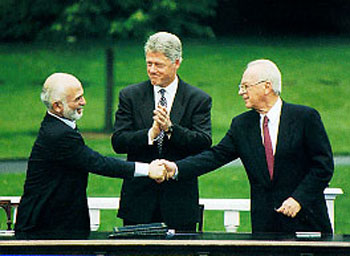
Apretón de manos entre Hussein I de Jordania e Isaac Rabin, acompañados por Bill Clinton, durante las negociaciones de paz entre Israel y Jordania. (26 de octubre de 1994)

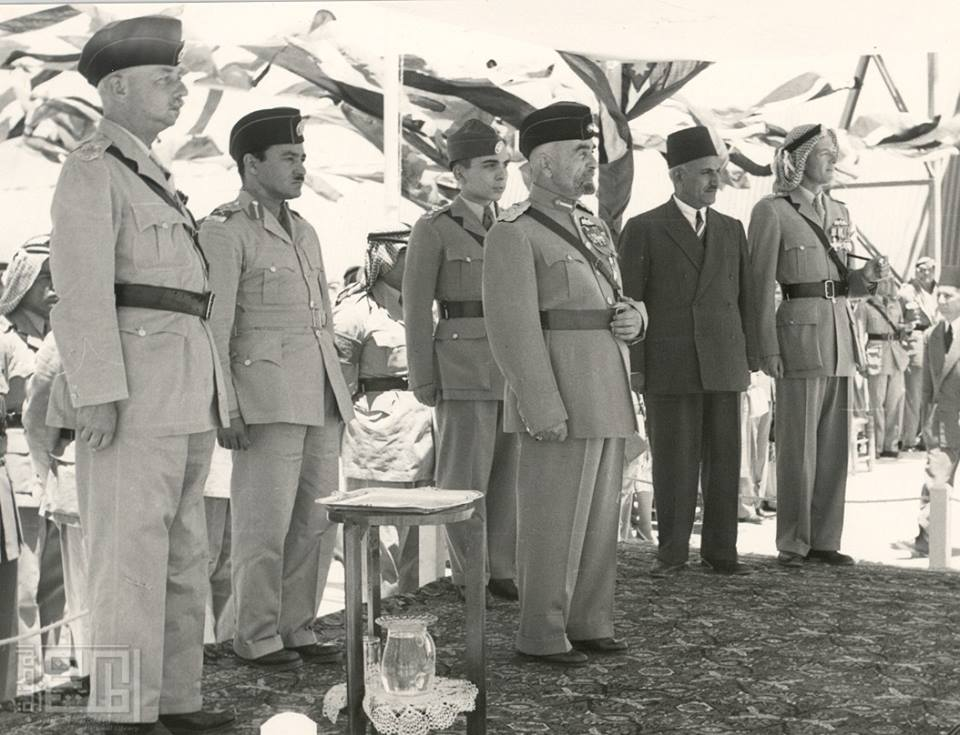
Huséin de Jordania a la edad de 11 años detrás de su abuelo el rey Abdalá I el día de la independencia de Jordania el 25 de mayo de 1946

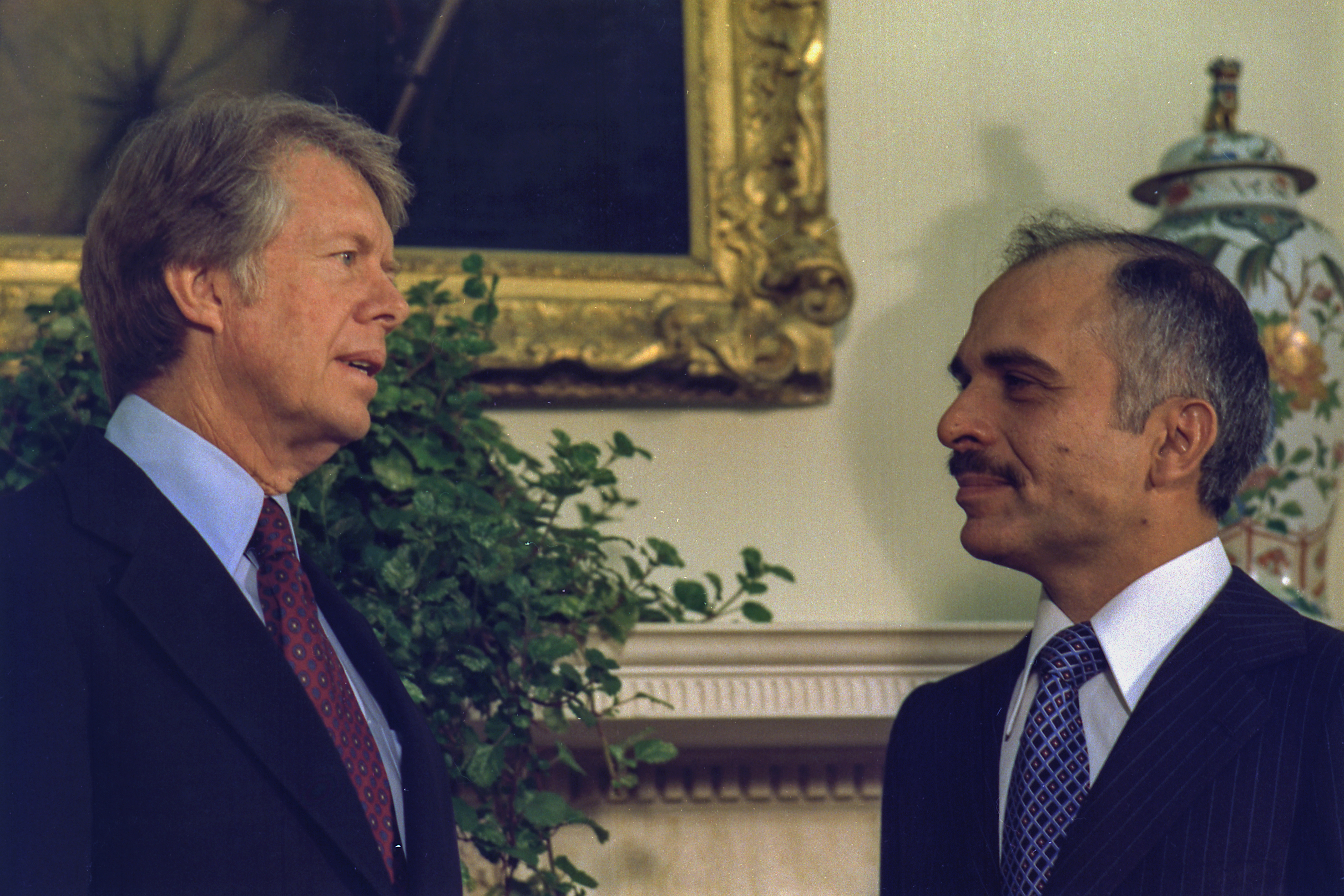
El presidente de los EE. UU. Jimmy Carter y el rey Huséin I de Jordania (der.), en una entrevista en la Casa Blanca el 25 de abril de 1977.

Huséin bin Talal (en árabe, حسين بن طلال; Amán, 14 de noviembre de 1935-ibídem, 7 de febrero de 1999), conocido como Huséin I de Jordania o Huséin de Jordania, fue rey de Jordania entre 1952 y 1999. Al mismo tiempo, fue jefe de Estado de la Federación Árabe de Irak y Jordania desde el 14 de julio de 1958 hasta el 2 de agosto del mismo año, siendo el último en ostentar este cargo. Su reinado de más de 46 años ha sido el más duradero en toda la historia del país. 
Fue educado en el Victoria College en Alejandría. Procedía de la Harrow School en Inglaterra, donde hizo amistad con su primo segundo, el rey Faysal II de Irak. Posteriormente prosiguió estudios en la Real Academia Militar de Sandhurst.

## Nacimiento y juventud
Nació en Amán el 14 de noviembre de 1935, hijo del príncipe heredero del entonces Emirato de Transjordania, Talal bin Abdalá, y su esposa Zein Al-Sharaf Talal. Empezó su formación en Amán y continuó en Alejandría, Egipto y en el Harrow School en el Reino Unido donde coincidió con su primo segundo Faysal quien en ese momento era ya rey de Irak y finalmente recibió instrucción militar en la Real Academia Militar de Sandhurst, también en el Reino Unido.
El 20 de mayo de 1951 resultó ileso en el atentado que acabó con la vida de su abuelo el rey Abdalá I de Jordania en la mezquita de Al-Aqsa de Jerusalén. El rey Talal nombró a su hijo Hussein como príncipe heredero el 9 de septiembre de 1951. Su padre Talal accedió al trono, pero enseguida fue puesta en tela de juicio su idoneidad y, finalmente, tras un reinado de poco más de un año, el 11 de agosto de 1952 fue declarado incapacitado para reinar por el Parlamento, aduciendo una enfermedad mental. El Parlamento a continuación proclamó a Huséin nuevo rey de Jordania. Como el nuevo monarca era todavía menor de edad, fue nombrado un Consejo de Regencia de tres personas que ejerció sus funciones hasta que fue declarado mayor de edad y tomó posesión efectiva de sus poderes como rey el 2 de mayo de 1953.

## Vida política y fallecimiento
Huséin recibió en Jordania a lo largo de su reinado a distintos jefes de Estado como los presidentes de Estados Unidos Richard Nixon, Jimmy Carter y Bill Clinton, los reyes de España Juan Carlos de Borbón y Sofía de Grecia, los príncipes herederos de Japón Akihito y Michiko, a los presidentes egipcios Gamal Abdel Nasser, Anwar el Sadat y Hosni Mubarak, al emperador etíope Haile Selassie, al sah de Irán Mohamed Reza Pahlavi, al presidente libio Muamar el Gadafi, al presidente Josip Broz Tito de Yugoslavia, al presidente mexicano Luis Echeverría y a la Reina Isabel II del Reino Unido, nación de la que Jordania estuvo bajo dominio durante las dos guerras mundiales.
Realizó varias visitas de estado en el exterior: al canciller alemán Konrad Adenauer, varias visitas al Reino Unido, al emperador Hirohito de Japón (país con el que Jordania tuvo buenos vínculos bilaterales), a los presidentes de Francia Charles de Gaulle y Georges Pompidou, Valéry Giscard d'Estaing y François Mitterrand; al presidente rumano Nicolae Ceaușescu, visitas comunes a Washington D. C. con los presidentes Jimmy Carter, Ronald Reagan y Bill Clinton (con quien sostuvo una reunión además del líder guerrillero Yasser Arafat), al Jefe del Estado Español Francisco Franco, al presidente iraquí Saddam Hussein; y también estuvo presente en la Celebración de los 2500 años del Imperio Persa en 1971. Asistió a funerales de jefes de Estado como el del presidente egipcio Abdel Nasser y el general De Gaulle (1970), Francisco Franco (1975), Josip Broz Tito (1980) y el emperador Hirohito (1989).
En el mes de septiembre de 1970, reaccionó contra la creciente presencia e influencia de las organizaciones terroristas palestinas en territorio jordano y lanzó una ofensiva contra ellas, con gran cantidad de bajas palestinas en lo que luego se conoció como "Septiembre Negro"
En 1972 planteo un plan de entendimiento con Israel, debido a que en años anteriores Jordania había tenido conflictos bélicos y políticos con aquella nación.
El 24 de enero de 1999, el rey Huséin nombró a su hijo Abdalá como heredero aparente en lugar de su hermano Hassan.
El rey Huséin falleció el 7 de febrero de 1999 y fue sucedido por su hijo Abdalá II. A su funeral acudieron distintos jefes de Estado, incluyendo al presidente Bill Clinton, quien fue acompañado de sus antecesores Gerald Ford, Jimmy Carter y George H. W. Bush. Otras personalidades que también asistieron a la ceremonia fúnebre, fueron la reina Sofía de Grecia y el entonces príncipe heredero japonés Naruhito. Huséin fue sepultado en Amán, la capital de Jordania.

## Matrimonios e hijos
A lo largo de su vida, el rey tuvo cuatro matrimonios con una descendencia de doce hijos, de los cuales una era hija adoptada.

### Dina bint Abdul-Hamid:Dina
Se conocieron en Londres, donde ambos estudiaban, en la casa de un pariente de Irak en 1952, el rey la visitó a partir de entonces. En 1954 se anunció su compromiso, que fue considerado como perfecto ya que Dina era princesa hachemita, y tenía la mejor educación que Occidente podía ofrecer. Ella era prima tercera del padre de Huséin, y ostentaba el título de Jerifa de La Meca. Se casaron el 19 de abril de 1955 en el Palacio de Raghadan. La novia tenía 26 años y el novio tenía 19.

#### Hija
- Alia bint Huséin (13 de febrero de 1956)

#### Nietos
- Hussein Mirza (12 de febrero de 1981)
- Talal Al-Saleh (12 de septiembre de 1989)
- Abdul Hamid Al-Saleh (15 de noviembre de 1992)

#### Divorcio
En 1956 mientras se encontraba de vacaciones en Egipto, el rey le informó de su decisión de separarse. Se divorciaron el 24 de junio de 1957, durante un periodo de tensión entre Jordania y Egipto.

### Antoinette Avril Gardiner:Muna Al-Hussein
Se encontró con ella por primera vez mientras trabajaba como asistente de secretaría en el set de filmación de la película Lawrence de Arabia. Se casaron el 25 de mayo de 1961.

#### Hijos
- Abdullah (30 de enero de 1962). Rey de Jordania desde 1999.
- Faisal bin Al-Hussein (11 de octubre de 1963)
- Aisha bint Hussein (23 de abril de 1968)
- Zein bint Hussein (23 de abril de 1968)

#### Nietos
- Ayah bint Faisal (11 de febrero de 1990)
- Ja'afar Al-Saleh (9 de noviembre de 1990)
- Jumana Al-Saleh
- Aoun Juma (27 de mayo de 1992)
- Omar bint Faisal (22 de octubre de 1993)
- Hussein bin Al Abdalá (28 de junio de 1994)
- Muna Juma (18 de julio de 1996)
- Iman bint Abdullah (27 de septiembre de 1996)
- Sara bint Faisal (27 de marzo de 1997)
- Aisha bint Faisal (27 de marzo de 1997)
- Salma bint Abdullah (26 de septiembre de 2000)
- Hashem bin Abdullah (30 de enero de 2005)
- Abdullah bin Faisal (17 de febrero de 2016)
- Muhammad bin Faisal (8 de abril de 2017)

#### Divorcio
Se divorciaron el 21 de diciembre de 1972.

### Alia Baha‘ ud-Din Toukan:Alia
Se casaron en una ceremonia privada el 24 de diciembre de 1972.

#### Hijos
- Haya bint Huséin (3 de mayo de 1974)
- Ali bin Huséin (23 de diciembre de 1975)
- Abir Muhaisen (1973) Adoptada.

#### Nietos
- Jalila bint Ali (16 de septiembre de 2005)
- Abdullah bin Ali (19 de marzo de 2007)
- Jequesa Jalila bint Mohammed bin Rashid Al Maktoum (2 de diciembre de 2007)
- Jeque Zayed bin Mohammed bin Rashid Al Maktoum (7 de enero de 2012)

#### Viudez
Alia murió el 9 de febrero de 1977 en un accidente de helicóptero en Amán.

### Elisabeth Najeeb Halaby:Noor Al-Hussein
Se casaron el 15 de junio de 1978. El matrimonio duraría hasta la muerte del rey.

#### Hijos
- Hamzah bin Huséin (29 de marzo de 1980) heredero presunto de la Corona desde 1999 hasta 2004 del nuevo rey Abdalá.[7][8]
- Hashim bin Huséin (10 de junio de 1981)
- Imant bint Huséin (24 de abril de 1983)
- Raiyah bint Huséin (9 de febrero de 1986)

#### Nietos
- Haalah bint Hashim (6 de abril de 2007)
- Haya bint Hamzah (18 de abril de 2007)
- Rayet Al-Noor bint Hashim (4 de julio de 2008)
- Fátima Al-Alia bint Hashim (5 de noviembre de 2011)
- Zein bint Hamzah (3 de noviembre de 2012)
- Noor bint Hamzah (5 de julio de 2014)
- Omar bint Zaid (7 de octubre de 2014)
- Hussein Haidara bin Hashim (15 de junio de 2015)
- Badiya bint Hamzah (8 de abril de 2016)
- Nafisa bint Hamzah (7 de febrero de 2018)

## Títulos y tratamientos
| ● 14 de noviembre de 1935-20 de julio de 1951: | Su alteza real el príncipe Huséin de Jordania   |
| ● 20 de julio de 1951-11 de agosto de 1952:    | Su alteza real el príncipe heredero de Jordania |
| ● 11 de agosto de 1952-7 de febrero de 1999:   | Su majestad el rey de Jordania                  |

## Distinciones honoríficas

Escudo del rey Huséin como caballero de la rama española del Toisón de Oro.

### Distinciones honoríficas jordanas
- Soberano Gran maestre de la Orden de Hussein ibn Ali (11/08/1952).[9]
- Soberano Gran maestre de la Suprema Orden del Renacimiento (11/08/1952).[9]
- Soberano Gran maestre de la Orden de la Independencia (11/08/1952).[9]
- Soberano Gran maestre de la Orden de la Estrella de Jordania (11/08/1952).[9]

### Distinciones honoríficas extranjeras
- Caballero gran cruz de la Orden del Mérito Militar (con Distintivo Blanco) (03/06/1955).[10]
- Caballero del collar de la Real Orden de Isabel la Católica (18/03/1977).[11]
- Caballero de la Insigne Orden del Toisón de Oro (22/03/1985).[12]
- Premio Príncipe de Asturias de la Concordia (15/09/1995).[13][14]